# Роджър Уотърс Стената
„Роджър Уотърс Стената“ (на английски: Roger Waters: The Wall) е британски филм концерт на Роджър Уотърс от 2014 г.
Филмът е заснет по време на турнето на Роджър Уотърс от 2010 – 2013 г. и в него са включени кадри от три концерта. Премиерата на филма е на 6 септември 2014 г. на Международния филмов фестивал в Торонто.

## Сюжет
Внимание:  Текстът по-долу разкрива сюжета на произведението (или части от него)!
Паралелно с концертите на Роджър Уотърс от световното му турно през 2010 – 2013 г. действието във филма се развива във Франция и в Италия. Във Франция посещава военното гробище, в което е погребан дядо му, убит през 1916 г. по време на Първата световна война. В Италия посещава военното гробище, в което е погребан баща му, загинал по време на бойни действия край бреговете на Анцио в Италия през 1944 г. по време на Втората световна война. Филмът отдава почит на всички загинали по време на военни действия или заради отстояване на човешките права.